# Johannes Roberts
Johannes Roberts, född 24 maj 1976 i Cambridge, Cambridgeshire, är en brittisk regissör, producent och manusförfattare som är mest känd för att ha gjort skräck- och thrillerfilmer.